# Chlou
Chlou (en georgiano: ჭლოუ; en abjasio: Ҷлоу) es un pueblo que pertenece a la parcialmente reconocida República de Abjasia, dentro del distrito de Ochamchira, aunque de iure es parte del municipio de Ochamchire de la República Autónoma de Abjasia de Georgia.

## Toponimia
El origen del nombre está asociado con el nombre de los príncipes Achba y Loovi. Como dicen las personas de edad avanzada, una vez algún tipo de enfermedad golpeó a los representantes de la familia Achba y los hizo perecer a todos excepto a un anciano. Los únicos parientes de la familia vivían en las tierras de Abazinia, pero allí se llamaban Lou. Previendo un mal final, el anciano decidió llevar a uno de sus familiares a su crianza. Fue a Abazashta, contó allí sobre los problemas que les sucedieron en Abjasia y pidió que le dieran uno de sus hijos para criarlo. Su pariente de Abazinia estuvo de acuerdo, pero pidió que su hijo, después de haber ido a Abjasia, comenzara a llevar el apellido Achba y cuando regresara, sería Lou. El anciano Achba estuvo de acuerdo con esta condición y llevó al niño a Abjasia, lo crio y, reuniendo a la gente, anunció su decisión de dar su reino y todas las riquezas al niño adoptado y agregó: "Este Ach-Lou es tu rey". Desde entonces, según la leyenda, el lugar donde se ubicaba la residencia de Ach-Lou, la gente comenzó a llamarlo "Chlou".
Anteriormente también su nombre era Lagania-Arju (en georgiano: ლაგანია–არხუ).

## Geografía
Chlou se encuentra en el margen derecho del río Kumarcha y está a 18 km al norte de Ochamchire. Limita con la cordillera de Kodori en el norte; Gvada y Kochara en el oeste, Tjina y Otapi en el este; y también Mokvi en el sur. Las aldeas de Aimara, Akidra, Androu y Arazhpara están bajo la administración del pueblo. 

## Historia
Chlou ha sido durante mucho tiempo uno de los pueblos más grandes de la histórica región abjasia de Abzhua, ligado a las familias aristocráticas locales Achba y Loovi. 
Ya en el siglo XIX vivían en Chlou casi 50 representantes de la nobleza abjasia. Además de los abjasios, también se establecieron aquí personas de ascendencia turca, griega, abasios y alemana. El pueblo se vio gravemente afectado por el Muhayir, cuando una gran parte de la población local fue deportada al Imperio otomano como resultado de la guerra ruso-circasiana. La mayoría de los habitantes de Chlou se asentaron en el noroeste de la actual Turquía, en la región administrativa de Karasu de la provincia de Sakarya. Aquí fundaron un pueblo que lleva el nombre de su pueblo natal en Abjasia: Chlou (en turco: Karapınar).
Después del establecimiento de la Unión Soviética, los bolcheviques abjasios comenzaron a exigir que, como parte de la reforma administrativa de la RASS abjasia en la década de 1930, reemplazando los antiguos distritos rusos del distrito, se establecieran nuevos límites entre los distritos de Ochamchire y Gali en una base etnolingüística. 
En 1941, 311 hombres locales abandonaron Chlou para luchar en la Segunda Guerra Mundial y solo regresaron 120.
Durante la guerra de Abjasia (1992-1993), la aldea estaba controlada por guerrillas abjasias.

## Demografía
La evolución demográfica de Chlou entre 1886 y 2011 fue la siguiente:
| 2069                                                | 3006 | 2393 | 2470 | 1609 |
| (Fuente: Population of Abkhazia since Soviet times) |      |      |      |      |

La población ha disminuido un más de un tercio (la población que se fue era en su mayoría georgiana) tras la guerra de Abjasia. Sin embargo, tradicionalmente siempre han sido mayoritarios los abjasios étnicos.
|              | 2011      | 2011       |
| Grupo étnico | Población | Porcentaje |
| ------------ | --------- | ---------- |
| Georgianos   | 53        | 3,3%       |
| Abjasios     | 1535      | 95,4%      |
| Rusos        | 11        | 0,7%       |
| Ucranianos   | 2         | 0,1%       |
| Total        | 1609      | 100%       |

## Personas ilustres
- Beslan Butba (1960): empresario, ex Primer Ministro de Abjasia, candidato a la Presidencia de Abjasia y propietario del único canal privado (Abaza TV).
- Beslan Dzhopua (1962): primer Viceprimer Ministro de la República de Abjasia y exministro de Agricultura.
- Nugzar Logua (1956): pintor, poeta y exministro de Cultura de Abjasia. Es el actual presidente de la organización sociopolítica Apsadgyl.
- Bagrat Shinkuba (1917-2004): escritor, poeta, lingüista y político abjaso, que presidió el Consejo Supremo de la RASS de Abjasia.